# Biłyj Rukaw
Biłyj Rukaw (ukr. Білий Рукав) – wieś na Ukrainie, w obwodzie winnickim, w rejonie chmielnickim, w hromadzie Chmielnik. W 2001 liczyła 701 mieszkańców.